# 汉中城固机场
汉中城固机场，又称柳林机场，是中华人民共和国一座军民合用机场，位於陕西省汉中市城固县柳林镇，距离汉中市区18公里。

## 历史沿革

### 军用机场
- 1944年秋，中华民国航空委员会三十九工程处处长祝巍率领技术人员100余人，到城固县柳林镇五渠寺组织勘设修建飞机场。汉中专员公署调动城固、南郑两县各300名民工开始修建小型民用机场。
- 1945年春，专员公署抽调全区7县民工8万多人将其续建扩建为军用机场。机场占地1,000多亩，完成土方692,300立方米，石方297,600立方米。
- 1945年8月，抗日战争胜利，机场停止扩建，建有一条环形跑道及停机坪等，但未曾使用。
- 1950年，机场被辟为新汉劳改农场。
- 1966年，中华人民共和国航空工业部所属劲松机械厂（代号182厂）在五渠寺筹建，设立国产运输机总装试飞区，同时，对原五渠寺机场进行了改建。
- 1967年，中国人民解放军空军某部进驻机场附近。
- 1971年，机场改建工程完成，称“柳林机场”，由解放军空军某部管理使用。
- 1979年2月，劲松机械厂、彤辉机械厂和012基地设计所合并成立陕西飞机制造公司，柳林机场同时成为陕西飞机制造公司的试飞机场，设有试飞站等机构。

### 军民合用改扩建
由于汉中社会经济的快速发展，原有汉中西关机场的规模、设施、环境已不能满足日益增长的社会需求；同时，机场距离市区太近，飞行安全与城市发展造成相互制约。从1998年起，汉中市政府就已开始规划新的机场建设项目；建设方案历经迁建、改建、军民合用的多次调整，于2007年6月，最终确定了对柳林机场进行军民合用改扩建的方案，建设新的汉中机场。

#### 进展
- 2008年11月29日，汉中市与西部机场集团正式签约，合作建设运营汉中城固军民合用机场项目。[3]
- 2011年8月31日，国务院、中央军委批复同意空军城固机场实行军民合用并进行扩建。[4]
- 2012年4月18日－19日，受国家发改委的委托，中国国际工程咨询公司组成专家组，在北京主持召开了汉中城固机场军民合用项目可行性研究报告评估会，通过了项目可研报告专家审查。[5]
- 2012年8月24日，汉中城固机场军民合用改扩建工程正式奠基。汉中市委书记张会民宣布奠基令。[6]
- 2013年2月27日，汉中城固机场军民合用改扩建项目军航及军民合用工程开工仪式正式举行，根据军队相关规定，这部分工程由市政府委托兰空后勤部管理、空军第四空防工程处负责承建。[7]
- 2013年7月15日，国家发改委、总参谋部对汉中城固机场军民合用项目可行性研究报告联合作出批复，同意实施城固机场军民合用改扩建工程。[8]
- 2013年10月18日，机场跑道主体工程顺利完工。[9]
- 2014年4月7日－13日，中国民航飞行校验中心对汉中城固机场进行了校飞。4月13日12时15分，随着一架奖状C680（英语：Cessna Citation Sovereign）型飞机平稳降落，为期一周的校飞工作结束，共起降9架次、飞行近30小时。
- 2014年6月10日9时12分，中国东方航空一架空客A320客机降落在汉中城固机场，开始对机场进行试飞，经过1小时40分钟的测试飞行，对机场的导航设施、助航灯光、通信设备、飞行程序、净空环境、保障能力等进行了全面验证。结果显示，各项参数和指标正常，机场相关设施满足通航条件。[10]
- 2014年8月13日，汉中城固机场正式通航。首航由中国东方航空MU2217航班执飞，机型为空客A320，共有128名乘客乘坐首航班机从西安咸阳国际机场飞抵汉中。民航陕西监管局向汉中机场颁发了机场使用许可证。[11]

#### 规模

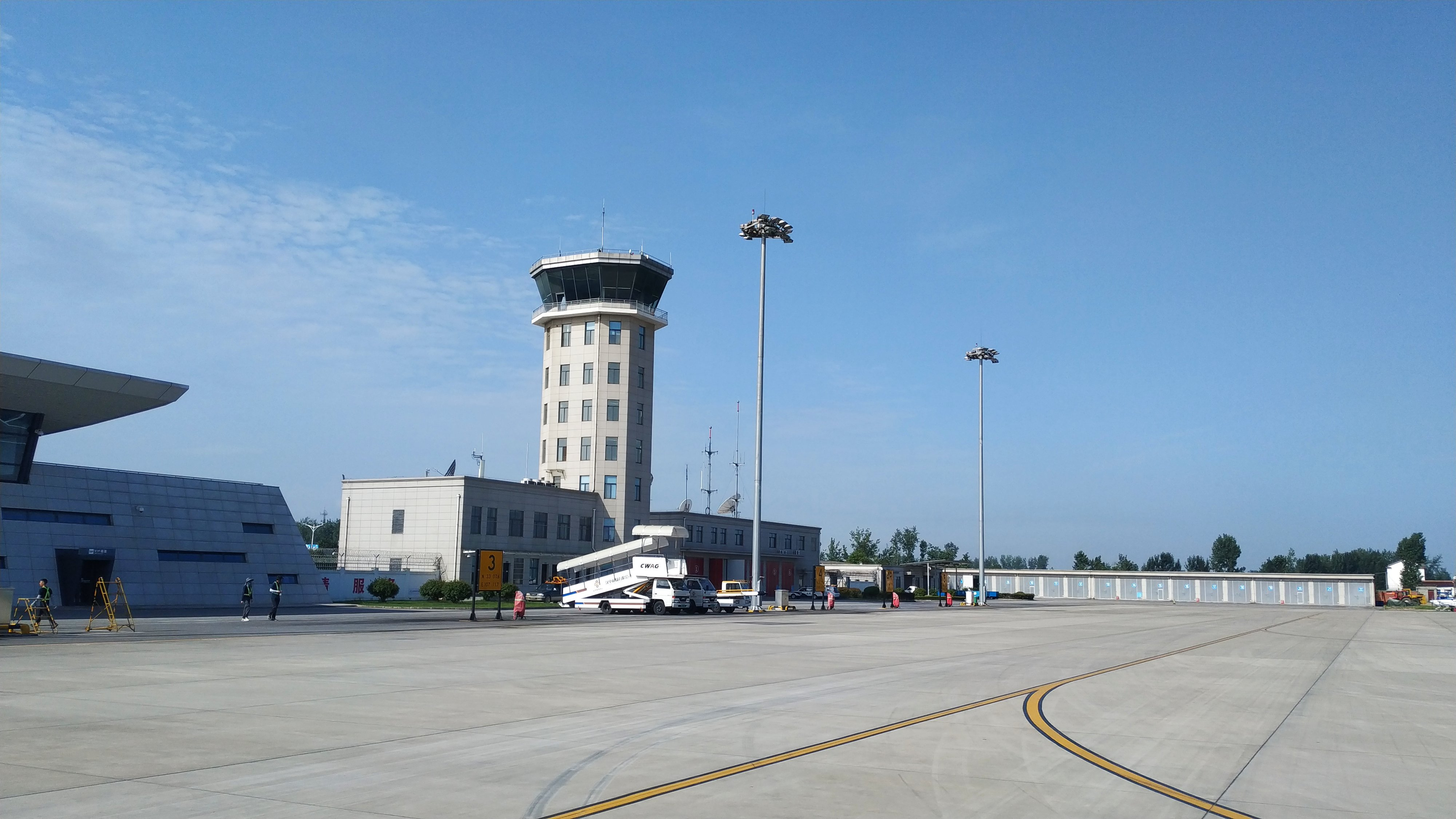
汉中城固机场塔台

汉中城固机场军民合用改扩建工程，新征土地1,315.5亩，总投资5.63亿元，其中国家发改委安排中央预算内投资1亿元，国家民航局安排民航发展基金1.8亿元，其余投资由市政府自筹解决，建设工期两年。近期主要新建一条长2,500米、宽45米的军民合用跑道，新建29,000平方米的站坪，民航站坪机位5个（2B3C）；一条长303米、宽18米的民航专用联络滑行道，飞行区等级4C；新建民航助航灯光系统；新建600平方米的航管楼、990平方米的消防用房以及300平方米的货运站；新建民航航站楼5,500平方米，设有6个值机柜台、1个超大行李值机柜台、2条安检通道、2条行李传送带，以及其他公用配套设施；同时还建设和完善部分军航设施。远期规划建设平行滑行道、联络滑行道和垂直联络道，新建站坪机位9个（2B7C）。机场建成后，可供波音737、空客A320及其他支线飞机起落，近距离航线可直飞西安、成都、重庆、武汉，远距离航线可直飞北京、上海、广州，预计到2020年每年旅客流量30万人次，货邮吞吐量1,300吨、飞机起降量3,300架次。

## 接驳交通

### 公路
现已开通机场大巴和汉中火车站至城固机场的105路公交，同时为出租车提供免费停车服务。

### 铁路
阳安铁路治江站。

## 未来规划
2017年8月25日，汉中市人民政府办公室发布了关于成立汉中城固机场扩建项目领导小组的通知，将展开机场扩建项目的前期工作。

## 航空公司与航点
2025夏秋航季：
| 航空公司           | 目的地               |
| ------------------ | -------------------- |
| 华夏航空（G5）     | 贵阳、银川、鄂尔多斯 |
| 海南航空（HU）     | 广州、深圳、杭州     |
| 中国联合航空（KN） | 北京/大兴、温州      |
| 乌鲁木齐航空（UQ） | 乌鲁木齐、南京       |
| 天津航空（GS）     | 南通、榆林           |
| 昆明航空（KY）     | 济南、昆明           |
| 吉祥航空（HO）     | 上海/浦东            |